# Global Policy
Global Policy är en referentgranskad akademisk tidskrift med fokus på "punkten där idéer och politik möts", utgiven av Wiley-Blackwell. Chefredaktörerna är David Held, Eva-Maria Nag och Dani Rodrik.
Det första numret innehöll artiklar av Storbritanniens utvecklingssekreterare Douglas Alexander, generalen David Petraeus, befälhavare för United States Central Command, Mary Kaldor samt Ian Goldin och Tiffany Vogel från Oxford University.
Tidskriftens första utgåva definierar sina sex huvudfokus som:
1. Globalt relevanta risker och kollektiva handlingsproblem
2. Internationell politisk samordning
3. Normativa teorier om globalt styre
4. Förändringen från nationell nivå till "blocknivå" inom politiken
5. Övergången från enkelpolärt till multipolärt styre
6. Innovationer i globalt styre[3]

Enligt Journal Citation Reports hade tidningen 2014 en I-faktor på 0,603, och rankar den som nummer 95 av 161 tidskrifter i kategorin "Statsvetenskap", och nummer 49 av 85 tidskrifter i kategorin "Internationella relationer".